# 2013 في الأرجنتين
فيما يلي قوائم الأحداث التي وقعت خلال عام 2013 في الأرجنتين.

## سياسة

### تعيين في المنصب
- 10 ديسمبر – خوليو كوبوس عضو مجلس النواب في الأرجنتين.
- 10 ديسمبر – غابرييلا ميكاتي عضو مجلس الشيوخ الأرجنتيني.
- 10 ديسمبر – فيرناندو سولاناس عضو مجلس الشيوخ الأرجنتيني.
- 10 ديسمبر – هيكتور بالداسي عضو مجلس النواب في الأرجنتين.

### انتهاء فترة المنصب
- 10 ديسمبر – غابرييلا ميكاتي عضو مجلس النواب في الأرجنتين.

## رياضة
- 1 يناير – رالي الأرجنتين 2013

## وفيات

### أبريل
- 20 أبريل – كارمن باييخو (مواليد 1922) ممثلة أرجنتينية.

### مايو
- 17 مايو – خورخه فيديلا (مواليد 1925) سياسي أرجنتيني.

### يونيو
- 15 يونيو – خوسيه فرويلان غونزاليس (مواليد 1922)

### يوليو
- 27 يوليو – سانتياغو سانتاماريا (مواليد 1952) لاعب كرة قدم أرجنتيني.

### ديسمبر
- 20 ديسمبر – نيللي عمر (مواليد 1911)